# Robert d'Heilly
Robert Marie Joseph Émile Henri Eugène d'Heilly (Parigi, 17 giugno 1876 – Asnières-sur-Seine, 31 ottobre 1953) è stato un canottiere francese.

## Carriera
Partecipò all'Olimpiade 1900 di Parigi nella gara di singolo dove arrivò quarto.
Faceva parte del Racing Club, squadra di canottaggio di Parigi.